# Gombito
Gombito är en ort och kommun i provinsen Cremona i regionen Lombardiet i Italien. Kommunen hade 621 invånare (2018).